# Angsana Hotel & Suites
L'Angsana Hotel & Suites est un complexe de deux tours situé le long de la Sheikh Zayed Road à Dubaï.
Les tours s'appelaient Damas Towers durant leur construction.
Les deux gratte-ciel ont la même hauteur (220 m) et le même nombre d'étages (49).
L'Angsana Suites Tower, terminée en 2007, comprend 417 appartements. La deuxième tour, l'Angsana Hotel Tower, a été inaugurée en 2008. Elle comporte 364 chambres d'hôtel.